# Schwesterchromatidaustausch

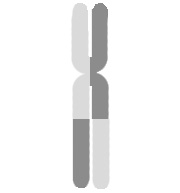
Schema eines Schwesterchromatidaustauschs. Im unteren Bereich sind die Enden der Chromatiden vertauscht.

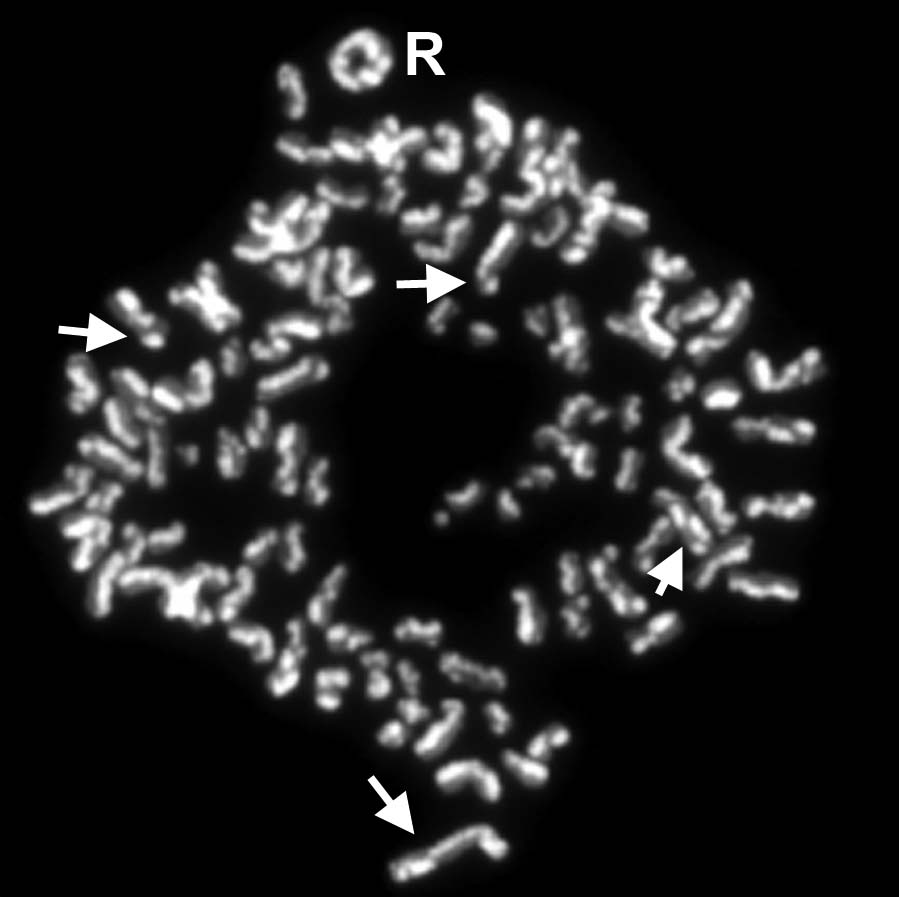
Metaphasepräparat von Chromosomen einer Zelllinie mit einem Ringchromosom (R) und mehreren Schwesterchromatidaustauschen, von denen einige durch Pfeile markiert sind.

Schwesterchromatidaustausch (abgekürzt SCE nach engl. sister chromatid exchange) ist ein Begriff aus der Cytogenetik, welche sich mit Chromosomen beschäftigt. Ein SCE ist ein Austausch von gleichen Teilen der beiden Schwesterchromatiden innerhalb eines Chromosoms. Ein solcher Austausch kann nur in den Phasen des Zellzyklus stattfinden, in denen die DNA des Chromosoms bereits repliziert (verdoppelt) vorhanden ist, da die beiden bereits verdoppelten, identischen DNA-Doppelstränge durchtrennt und 'verkehrt' herum wieder verbunden werden müssen. Einige Forschungsergebnisse legen nahe, dass der Vorgang des Austauschens nicht erst nach, sondern bereits während der Replikation stattfindet, verursacht durch einen Zusammenbruch der Replikationsgabel.
Da beide Chromatiden eine identische DNA-Sequenz haben, ist ein SCE für das weitere Bestehen der Zelle beziehungsweise der Tochterzellen ohne Bedeutung, solange der Bruch in beiden Schwesterchromatiden an genau der gleichen Stelle stattfindet.
SCEs sind zu unterscheiden von Crossing-over, bei dem während der Meiose ein Austausch von Chromatiden (bzw. Teilen dieser) zwischen den homologen Chromosomen, also der jeweiligen Chromosomenkopien von Mutter und Vater, stattfindet und welches somit eine Rekombination des Erbgut ermöglicht. Bei SCEs findet dagegen gerade kein Informationsaustausch statt, da die beiden beteiligten Chromatiden dem gleichen Chromosom angehören und identisch sind, da sie durch Verdopplung auseinander hervorgegangen sind.
SCEs treten auch in gesunden Zellen auf, jedoch vermehrt in Zellen, die ionisierender Strahlung oder bestimmten mutagenen Substanzen ausgesetzt waren. Dies gilt auch für interchromosomale Translokationen. Auch bei Erbkrankheiten kann eine erhöhte SCE-Rate auftreten, beispielsweise beim Bloom-Syndrom, bei dem den Patienten eine bestimmte DNA-Helikase fehlt.
Ein Nachweis von SCEs ist durch eine SCE-Färbung möglich. Dazu durchlaufen die Zellen eine DNA-Replikation in Gegenwart von Bromdesoxyuridin (BrdU) und eine weitere Replikation ohne BrdU. BrdU wird statt Thymidin in die DNA eingebaut. Aufgrund der semikonservativen Replikation enthält nach diesem Einbau jedes Chromatid einen DNA-Doppelstrang, dessen einer Einzelstrang mit BrdU markiert ist. Dieser halbmarkierte DNA-Doppelstrang wird bei der nächsten Replikationsrunde (in Abwesenheit von BrdU) aufgrund der semikonservativen Replikation aufgetrennt, so dass von den zwei neuen DNA-Doppelsträngen der eine ebenfalls halb markiert ist, der andere jedoch nicht mehr markiert ist. In der darauffolgenden Metaphase liegt also im Normalfall ein Chromosom vor, dessen eines Schwesterchromatid BrdU markiert ist, das andere jedoch nicht. Im Fall eines SCEs ist jedoch ein Teil des einen und ein Teil des anderen Chromatids mit BrdU markiert.
Zum Nachweis des eingebauten BrdUs stehen mehrere Methoden zur Verfügung. Beispielsweise lässt es sich nach Denaturierung der DNA durch Hitze, Säure oder Base mit Antikörpern nachweisen und dann mittels Immunfluoreszenz im Fluoreszenzmikroskop sichtbar machen. Andere Methoden  nutzen aus, dass der DNA-Fluoreszenzfarbstoff Hoechst 33258 in Anwesenheit von BrdU weniger stark fluoresziert. Auch können bei Anwesenheit von BrdU und Hoechst 33258 durch starke Lichteinstrahlung chemische Reaktionen ausgelöst werden, die eine differenzielle Färbung durch Giemsa ermöglicht. Chromosomen mit SCEs werden auch als Harlekin-Chromosomen bezeichnet.

## Quelle
- Jan Murken, Timo Grimm, Elke Holinski-Feder: Humangenetik; Thieme, Stuttgart; Auflage: 7., vollst. überarb. A. (August 2006)